# 上野みなみ
上野 みなみ（うわの みなみ、1991年5月18日- ）は、日本の元自転車競技選手。青森県八戸市出身。日本の女子選手として、オリンピック・世界選手権の自転車競技全種目を通じて史上初のメダル（銀メダル）を獲得した。現役時代の所属は青森県立八戸工業高等学校、鹿屋体育大学、同大学院を経て、シエルブルー鹿屋。

## 経歴
2007年
- 大学で自転車競技をしていた兄の影響を受け高校入学後、自転車競技を始める。

2009年
- 平成20年度の全国高等学校選抜自転車競技大会において、個人ロードレース、2kmポイントレース、6kmスクラッチレースをいずれも制し、女子中長距離種目完全制覇。
- 6月7日、8日に開催されたジュニアオリンピックカップ（防府競輪場）では、最優秀選手に選出される。
- 6月14日に行われた全日本自転車競技選手権大会タイムトライアルではエリート個人タイムトライアルに出場し3位。
- 8月15日にモスクワで開催されたジュニア世界選手権自転車競技大会トラック・ポイントレースでは、同大会の日本人女子選手として初となる、銅メダルを獲得した。

2011年
- 第31回アジア自転車競技選手権大会・トラック オムニアム 3位
- 世界選手権トラック・ポイントレース 4位
- 全日本自転車競技選手権大会タイムトライアル・ITT 2位
- ユニバーシアード・ポイントレース 3位
- 全日本選手権トラック・団体追抜で、加瀬加奈子、田畑真紀とのトリオで優勝し、同種目初代優勝者として名を刻んだ。

2012年
- 第32回アジア自転車競技選手権大会・トラック・ロード
  - トラック団体追抜 2位
  - 個人タイムトライアル 2位
- 全日本選手権トラック・個人追抜 優勝

2013年
- 第33回アジア自転車競技選手権大会・トラック
  - 団体追抜 2位
  - ポイントレース 2位
  - 個人タイムトライアル 2位
  - オムニアム 3位
- 全日本選手権トラック・ポイントレース 優勝

2015年
- 世界選手権トラック・ポイントレース　2位　銀メダル
- 日本の女子自転車競技選手として、オリンピック・世界選手権の自転車競技全種目を通じて史上初のメダル

2016年
- 大学院修了後、新設されたプロチームシエルブルー鹿屋加入。
- Trophee d'or Feminin(UCI2.2) 第5ステージ2位
- UCIトラックワールドカップ2016~2017
  - 第1戦(イギリス)女子エリート・スクラッチ 2位
  - 第2戦(オランダ)女子エリート・ポイントレース 2位

2021年
- 1月6日：3月限りでの現役引退を発表[3][4]。自転車競技専門メディアのインタビューにて、目標に据えていた鹿児島国体が新型コロナウイルス流行の影響で2023年に延期されたことで、「そこまで気持ちと身体を良い状態でキープできるか保証できない」と考え、引退を決めたと明かした[1]。
- 12月8日：同10日から始まる第90回全日本自転車競技選手権トラックのYouTube公式配信で、解説を務めることが発表された[5]。